# International Computers Limited

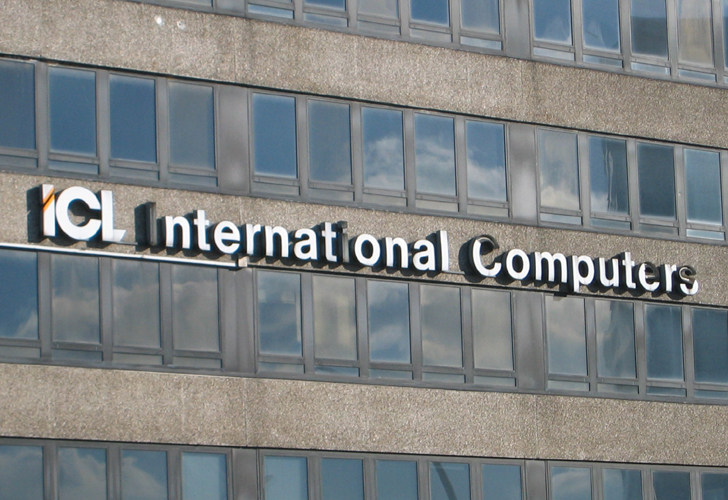
Była siedziba firmy w Hamburgu

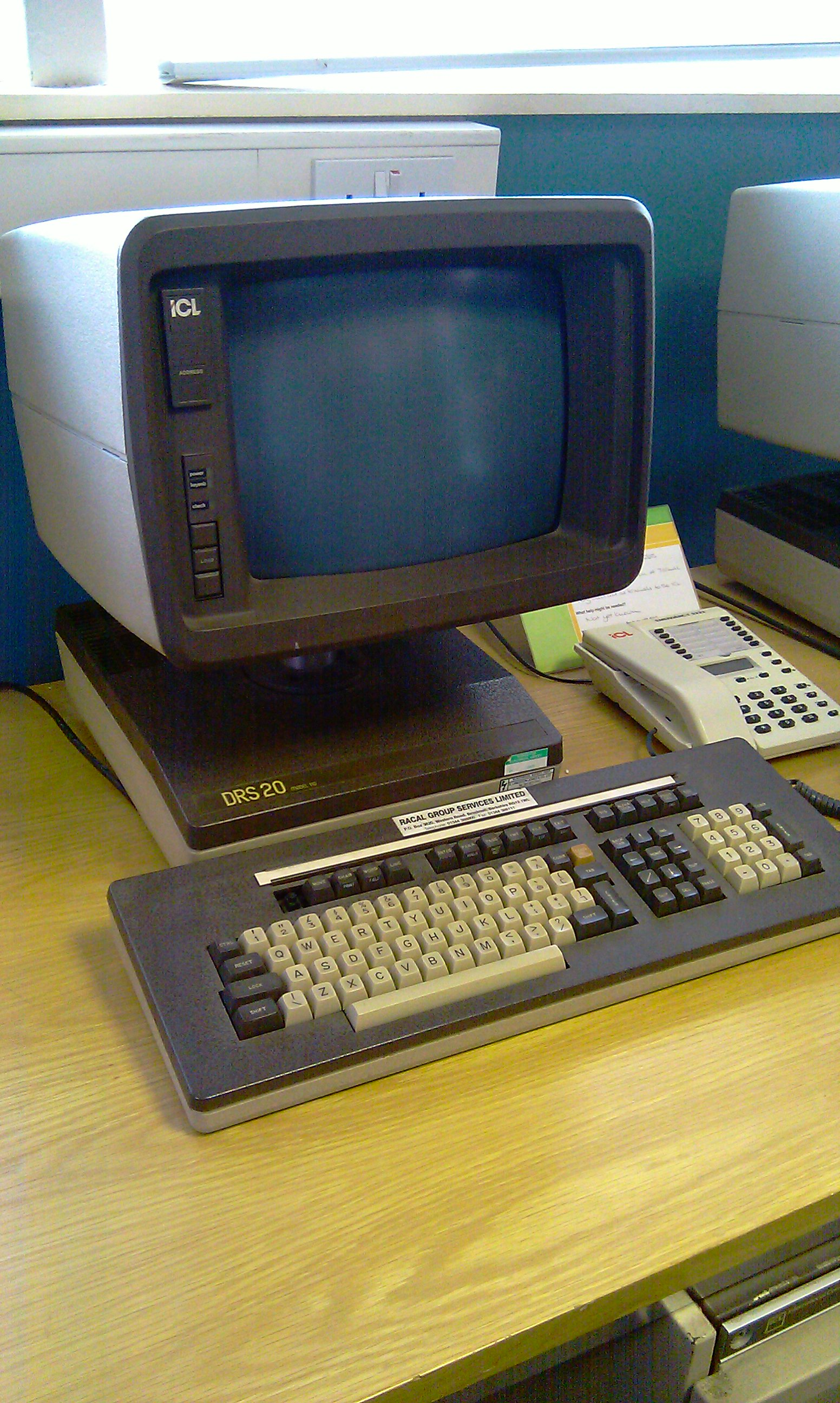
Terminal produkcji ICL

International Computers Limited (ICL) – byłe brytyjskie przedsiębiorstwo komputerowe utworzone w roku 1968 z inicjatywy Tony’ego Benna, ówczesnego brytyjskiego ministra techniki przez połączenie firm International Computers and Tabulators (ICT), English Electric i Elliot w celu zbudowania konkurencji wobec IBM. Od 2002 roku ICL, po wchłonięciu przez Fujitsu, jest europejskim oddziałem tej firmy.
Słynne komputery firmy ICL:
- Seria 1900 – komputery architektury mainframe ICL 19xx produkowane w latach sześćdziesiątych i siedemdziesiątych XX wieku, takie jak ICL 1901, 1902, 1904 i 1906. Wersje rozbudowane miały w nazwie literę A lub T: 1901A, 1904T itd. Maszyny wyposażone były m.in. w kompilatory języków PLAN, COBOL, ALGOL i FORTRAN uzupełnione licznymi, uniwersalnymi bibliotekami półskompilowanych procedur. Najniższym systemem operacyjnym maszyn był tzw. EXEC, na którym można było uruchomić interpreter JEAN lub GEORGE. Kilkaset maszyn tej klasy, licencjonowanych sprzętowo i programowo przez ICL jako komputery serii Odra 13xx produkcji ELWRO, pracowało w Polsce i krajach RWPG.

- Seria 2900 – po fuzji ICT/English Electric/Elliott zainaugurowano serię 2900, z modelami 2960, 2970 i 2980. Maszyny te używały systemów operacyjnych VME i DME.